# أهرامات سيدينجا

يُقصد بأهرامات سيدينجا مجموعة من الأهرامات البالغ عددها ما لا يقل عن 80 هرمًا صغيرًا بالقرب من منطقة سيدينجا بالسودان. بُنيت هذه الأهرامات قبل الحقبة العامة بعام تقريبًا، واكتُشفت في الفترة بين عامي 2009 و 2012.
يرجع تاريخ هذه الأهرامات إلى حقبة مملكة كوش، وهي مملكة قديمة في النوبة. تتراوح أحجامها من 6.7 مترًا (22 قدمًا) إلى 75 سنتيمترًا (30 بوصة) عرضًا.

## الموقع
توجد أهرامات سيدينجا في شمال السودان على الضفة الغربية لنهر النيل، على بعد 60 ميلًا (100 كم) شمال غرب مروي، التي كانت عاصمة الحقبة المروية بمملكة كوش، والتي احتوت على أهرامات مشابهة. تقع سيدينجا على طريق التجارة القديم بالصحراء بمعزل عن أرض مملكة كوش. كان هذا الطريق يربط مملكة كوش مباشرةً بمصر الوسطى، وهو ما يعزز فكرة أن سيدينجا ربما كانت مقرًا تجاريًا لا يبتعد كثيرًا عن حدود مصر، وبذلك تصبح سيدينجا أول مكان تدخل فيه البضائع التي يحضرها التجارالمصريون، وهو ما يفسر أصل المقتنيات الثمينة التي تظهر في أهرامات الدفن هناك.

## أهرامات
يتكون موقع الهرم من آلاف من حُجرات الدفن التي تتضمن ما لا يقل عن 80 هرمًا صغيرًا يرجع تاريخها إلى أواخر الحقبة المروية لمملكة كوش. يتكون بناء الأهرامات من كتلة حجرية توضع على غرفة بناء دائرية وهو ما يرمز إلى التقليد الكوشي القديم من وضع جثوة أرضية على المدافن. بنيت أهرامات سيدينجا للمواطنين الأثرياء غالبًا على عكس الأهرامات الموجودة في مروي، عاصمة مملكة كوش، التي كانت للعائلة الملكية فقط. على الرغم من أن دفن أناس لا ينتمون إلى العائلة الملكية بهذه الطريقة كان يعتبر شيئًا مدنسًا، انتشرت مع مرور الوقت عادة الدفن بها للأثرياء في سيدينجا لكونها بعيدة عن مروي. يلاحظ أيضًا أن تأثير مصر على أهرامات سيدينجا أكثر منه على مثيلاتها في مروي، ويظهر ذلك من الأحجار العلوية التي تحتوي على صور طيور أو زهور اللوتس التي تنبثق من قرص الشمس. لم يكتمل التنقيب في موقع أهرامات سيدينجا بعد، إلا أن هناك دلائل تقول أنه قد يحتوي على أهرامات كوشية أكثر من أي موقع مكتشف آخر .

## قطع أثرية
أعلن بعض علماء الآثار، في أبريل 2018، اكتشافهم لعدد كبير من النقوش الجنائزية في مقبرة سيدينجا. تعتبر هذه النقوش الحجرية أكبر مجموعة نصوص اكتُشفت على الإطلاق مكتوبة باللغة المروية، والتي تُعد أحد أقدم أنظمة الكتابة المعروفة في أفريقيا.
كثير من القطع الأثرية التي استُخرجت من موقع سيدينجا في حالة جيدة بشكل ملحوظ مع بعض اللوحات التذكارية التي لا زالت محتفظة بلونها الأزرق.
يُوجد اكتشاف مميز لافت للنظر، وهو أسكفية معبد تتمثل عليها الإلهة المصرية معت. ما جعله جديرًا بالملاحظة أنه أول تمثيل لمعت بسمات خاصة بأنواع الأسكفية المصرية.
كانت العديد من القطع الأثرية المكتشفة في سيدينجا مخصصة للنساء من الطبقات العليا، ما يعزز من حقيقة أن النوبة كانت مجتمعًا ذا نظام أمومي.